# Stephanos Skouloudis

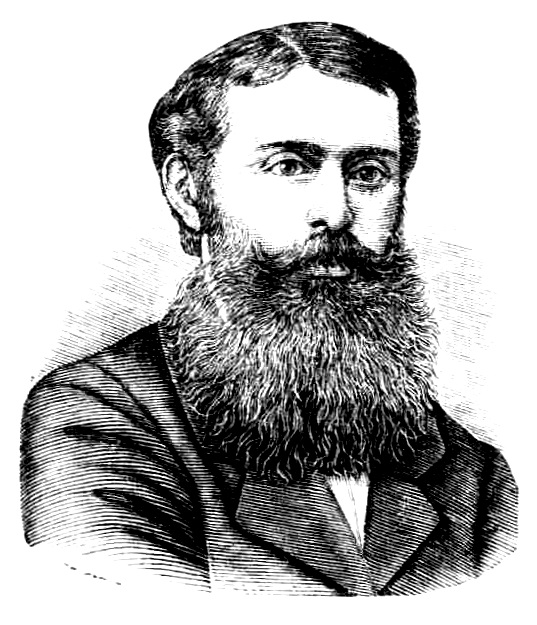
Stephanos Skouloudis.

Stephanos Skouloudis (grekiska: Στέφανος Σκουλούδης), född den 23 november 1838 på Chios, död den 19 augusti 1928, var en grekisk finansman och politiker.
Skouloudis förvärvade som bankir i Konstantinopel en mycket betydande förmögenhet, drog sig 1878 tillbaka från bankaffärerna och bosatte sig i Aten. I politiken hörde Skouloudis till Trikoupis anhängare, var en tid grekiskt sändebud i Madrid och 1891–93 marinminister i en ministär Trikoupis samt deltog 1913 under Första Balkankriget i fredsförhandlingarna i London. Han var november 1915-juni 1916 konseljpresident och utrikesminister, hade då mot de allierade välvillig neutralitet på sitt program, men nödgades avgå inför de allierades ständigt stegrade anspråk på grekisk avvikelse från neutraliteten och deras misstro mot honom personligen. Sedan Venizelos 1917 kommit till makten, ådömdes Skouloudis dryga böter för högförräderi, och i augusti 1920 plundrade Venizelos anhängare Skouloudis hus med dess dyrbara konstsamlingar.